# Yesterwynde
Yesterwynde je deseti studijski album finskog sastava Nightwish. Diskografska kuća Nuclear Blast objavila ga je 20. rujna 2024. Prvi je studijski album skupine nakon albuma Wishmaster na kojem se ne pojavljuje Marko Hietala, koji je napustio sastav u siječnju 2021., i prvi je uradak na kojem je bas-gitaru svirao Jukka Koskinen. Također je prvi album na kojem orkestarske dionice nije aranžirao Pip Williams.

## O albumu

### Snimanje i singlovi
Tuomas Holopainen, vođa skupine, počeo je smišljati ideje za idući Nightwishev album u ožujku i travnju 2021., a pritom se posvećivao i sporednim projektima Auri i Darkwoods My Betrothed. Naknadno je potvrdio da će snimanje idućeg albuma početi u ljeto 2023. u Röskama te da će trajati tri mjeseca. U ožujku 2022. Holopainen je počeo stvarati demosnimke za idući Nightwishev uradak, a dovršio ih je u lipnju te godine.
Nakon što su članovi sastava poslušali te snimke, pjevačica Floor Jansen, koja je u to vrijeme radila na debitantskom samostalnom albumu Paragon, izjavila je da će skupina zadržati svoj prepoznatljivi zvuk, ali da će uradak biti žešći od prijašnjega. Holopainen je naknadno spomenuo da se idući album nadovezuje na Human. :II: Nature te da je riječ o trećem i posljednjem dijelu trilogije čiji je prvi dio uradak Endless Forms Most Beautiful. Snimanje albuma počelo je u kolovozu 2023. Bubnjar Kai Hahto naknadno je izjavio da je snimio bubnjarske dionice za osam pjesama. Članovi sastava snimili su svoje dionice do kraja rujna 2023., a orkestarske dionice snimale su se idućeg mjeseca. Snimanje je završilo u studenome te godine, a uradak je dovršen krajem veljače 2024.
„Perfume of the Timeless”, prvi singl s albuma, objavljen je 21. svibnja 2024. uz popratni glazbeni spot. Drugi singl „The Day Of...” objavljen je 8. kolovoza 2024. na glazbenim platformama, a spot za tu pjesmu premijerno je prikazan pet dana poslije na YouTubeu. „An Ocean of Strange Islands”, posljednji singl s albuma, objavljen je 10. rujna 2024., deset dana prije samog albuma.

### Koncept
Naslov albuma osmislio je Troy Donockley, član sastava. Holopainen je izjavio da ta riječ obuhvaća doživljaj vremena, povijesti i uspomena te povezanost s ljudima minulih naraštaja, koji su „imali svoje živote, dobre i loše trenutke, a više ih nema – sad su samo atomi rasuti diljem svemira.” Dodao je da uradak obilježava humanizam te da nosi pozitivnu i optimističnu poruku.

## Popis pjesama
Tekstovi i glazba: Tuomas Holopainen. 
| 1.    | »Yesterwynde«                   | 2:43 |
| 2.    | »An Ocean of Strange Islands«   | 9:26 |
| 3.    | »The Antikythera Mechanism«     | 5:55 |
| 4.    | »The Day of...«                 | 4:34 |
| 5.    | »Perfume of the Timeless«       | 8:11 |
| 6.    | »Sway«                          | 4:23 |
| 7.    | »The Children of 'Ata«          | 5:37 |
| 8.    | »Something Whispered Follow Me« | 6:39 |
| 9.    | »Spider Silk«                   | 6:26 |
| 10.   | »Hiraeth«                       | 6:14 |
| 11.   | »The Weave«                     | 4:53 |
| 12.   | »Lanternlight«                  | 6:06 |
| 71:07 |                                 |      |

## Recenzije
| Recenzije        | Recenzije |
| Izvor            | Ocjena    |
| ---------------- | --------- |
| Blabbermouth.net | 8,5/10    |
| Classic Rock     | [ 27 ]    |
| Distorted Sound  | 9/10      |
| Kerrang!         | 5/5       |
| Metal Hammer     | [ 2 ]     |
| Metal Injection  | 9/10      |
| Sputnikmusic     | 3,4/5     |

Dobio je pozitivne recenzije. U recenziji za Kerrang! Steve Beebee dao mu je pet bodova od pet napisavši da je riječ o „remek-djelu koje nudi sve ono što ovaj golemi sastav čini najbolje, ali svako je obilježje dodatno prošireno”. Metal Injection napisao je da je Nightwish „i dalje prvoklasna skupina” te da je na uratku „u svoj prepoznatljivi recept ubacio više nego dovoljno čarobnih melodija, produkcijskih tehnika i glazbenih vještina”. Dao mu je devet bodova od njih deset. Jednaku mu je ocjenu dao i Distorted Sound, koji je komentirao da je posrijedi „djelo prepuno strasti koje se izdiže u simfonijskom [...] trijumfu” na kojem se povezuju „raskošna i svečana atmosfera s oštrim rifovima i uvijek moćnim opernim vokalima”.
U osvrtu za Metal Hammer Chris Chantler zaključio je da je to „najprogresivniji album” skupine zahvaljujući „vijugavim aranžmanima, dubokoumnim temama i virtuoznim izvedbama” te da sastav „zvuči žešće i življe” nego prije. Dom Lawson u svojoj je recenziji za Blabbermouth.net izjavio da je „krcat golemim, melodramatičnim trenucima i divovskim, neodoljivim melodijama”, ali i da je „jedan od najoštrijih metal-albuma” koji je sastav snimio. Classic Rock posebno je pohvalio pjevačicu Floor Jansen, za koju je izjavio da je „i dalje najsvestranija i najkarizmatičnija pjevačica žanra”, te je zaključio da je album „veleban i pametan”.
U osvrtu za Sputnikmusic recenzent Benjamin Jack dao mu je 3,4 boda od njih pet napisavši da se na uratku sastav „nije posve vratio u formu”, ali da „sadrži obilježja očekivana Nightwisheva stila” te da su pjesme „ekstravagantne, bogate, kreativne i vođene gracioznom produkcijom zbog koje svaki dio sjaji unutar šireg zvučnog okvira”.

## Zasluge
| Nightwish - Floor Jansen – vokal - Emppu Vuorinen – gitara - Jukka Koskinen – bas-gitara - Tuomas Holopainen – klavijatura; produkcija, miksanje; aranžmani (za zbor i orkestar) - Kai Hahto – bubnjevi, udaraljke - Troy Donockley – irske gajde, frula, akustična gitara, buzuki, bodhrán, aerofon, vokal; snimanje The Children of 'Ata Choir - Hanalee Valke – zborski vokali - Isabella Moore – zborski vokali - Philip Rhodes – zborski vokali - Benson Wilson – zborski vokali - Kieran Rayner – zborski vokali | Ostalo osoblje - Tero „TeeCee” Kinnunen – produkcija, snimanje, miksanje (regularne inačice albuma i inačice albuma u tehnici Dolby Atmos) - Mikko Karmila – snimanje, miksanje - Risto Hemmi – miksanje (Dolby Atmos) - Mika Jussila – mastering (regularne inačice albuma i inačice albuma u tehnici Dolby Atmos) - James Shearman – aranžmani (za zbor i orkestar); dirigent - Jonathan Allen – snimanje (orkestra) - Martin Higgins – pomoć pri aranžiranju (orkestarskih dionica) - Christopher Parker – snimanje (orkestra) - Neil Dawes – pomoćni inženjer zvuka (pri snimanju orkestra) - John Barrett – dodatni inženjer zvuka (pri snimanju orkestra) - Pete Voutilainen – ilustracije, fotografija - Mikko Pankasalo – dizajn - Tim Tronckoe – fotografija - Jarkko Piipari – fotografija (pauka) - Francis Meadow Sutcliffe – fotografija |

The Sepian Voices
- Tom Pearce – zborovođa
- Sarah Eyden – zborski vokali
- Grace Davidson – zborski vokali
- Joanna Forbes – zborski vokali
- Sarah Ryan – zborski vokali
- Katy Treharne – zborski vokali
- Caroline Clarke – zborski vokali
- Sejal Keshwala – zborski vokali
- Jacqueline Barron – zborski vokali
- Soophia Roroughi – zborski vokali
- Kirsty Hoiles – zborski vokali
- Mary Carewe – zborski vokali
- Claire Henry – zborski vokali
- Alice Fearn – zborski vokali
- Louise Marshall – zborski vokali
- Liz Swain – zborski vokali
- Helen Brookes – zborski vokali
- Sumudu Jayatilaka – zborski vokali
- Jo Marshall – zborski vokali
- Tom Pearce – zborski vokali
- Gerry O'Beirne – zborski vokali
- Philip Brown – zborski vokali
- Robin Bailey – zborski vokali
- Richard Henders – zborski vokali
- Michael Robinson – zborski vokali
- Sebastian Charlesworth – zborski vokali
- Michare Dore – zborski vokali
- Ben Goddard – zborski vokali
- Lawrence White – zborski vokali
- Scott Davies – zborski vokali
- David Porter Thomas – zborski vokali
- Andrew Playfoot – zborski vokali
- Lawrence Wallington – zborski vokali
- James Mawson – zborski vokali
- Cameron Jones – zborski vokali

Dječji zbor
- Malakai Bayoh – zborski vokali
- William Borthwick – zborski vokali
- Daniel Catalogna – zborski vokali
- Christy Cole – zborski vokali
- Charles Deconinck – zborski vokali
- Chet Gibson – zborski vokali
- Edward Grant – zborski vokali
- Lukas Haggo – zborski vokali
- Thomas King – zborski vokali
- Victor Livert – zborski vokali
- Kieran Lund-Deely – zborski vokali
- Filippo Pignatelli – zborski vokali
- Adrian Pueyo-Blasco – zborski vokali
- Henry Scully – zborski vokali
- Benedict Sefton – zborski vokali
- Alfie Sterne – zborski vokali
- Giulio Tittoto – zborski vokali
- Davide Wernig – zborski vokali
- Toby Yates – zborski vokali

Sepian Orchestra
| - Paul Edmund-Davies – flauta - Anna Noakes – flauta, pikolo - John Anderson – oboa, engleski rog - Barnaby Robson – klarinet - David Fuest – klarinet - Gavin McNaughton – fagot, kontrafagot - Richard Watkins – rog - Nigel Black – rog - Martin Owen – rog - Michael Thompson – rog - John Thurgood – rog - Corinne Bailey – rog - Phil Woods – rog - Mike Lovatt – truba - Jason Evans – truba - Andy Wood – trombon - Richard Edwards – trombon - Ed Tarrant – trombon - Barry Clements – trombon - Adrian Miotti – tuba, cimbasso - Bill Lockhart – timpani, udaraljke - Paul Clarvis – udaraljke - Frank Ricotti – udaraljke - Chris Baron – udaraljke - Skaila Kanga – harfa - Warren Zielinski – violina - Jackie Shave – violina - Patrick Kiernan – violina | - Steve Morris – violina - Magnus Johnston – violina - Oscar Perks – violina - Ralph De Souza – violina - John Mills – violina - Jonathan Evans-Jones – violina - Marije Johnston – violina - Paul Willey – violina - Raja Halder – violina - Elizabeth Cooney – violina - Kathy Gowers – violina - Peter Hanson – violina - Dorina Markoff – violina - Julian Leaper – violina - Lorraine McAslan – violina - Fenella Barton – violina - Oli Langford – violina - Sarah Sexton – violina - Thomas Kemp – violina - Debbie Preece – violina - Bea Lovejoy – violina - Ben Buckton – violina - Emil Chakalov – violina - Clare Thompson – violina - Thomas Gould – violina - Laura Melhuish – violina - Bruce White – viola - Peter Lale – viola | - Daisy Spiers – viola - Kate Musker – viola - Reiad Chibah – viola - Chris Pitsillides – viola - Lydia Lowndes-Northcott – viola - Fiona Bonds – viola - Martin Humbey – viola - Richard Cookson – viola - Rebecca Carrington – viola - Emma Sheppard – viola - Ian Burdge – violončelo - Caroline Dearnley – violončelo - Tony Woollard – violončelo - Sophie Harris – violončelo - David Daniels – violončelo - Jonathan Williams – violončelo - Jonny Byers – violončelo - Joely Koos – violončelo - Rachael Lander – violončelo - Adrian Bradbury – violončelo - Frank Schaefer – violončelo - Chris Laurence – kontrabas - Stacey Watton – kontrabas - Laurence Ungless – kontrabas - Steve Rossell – kontrabas - Beth Symmons – kontrabas - Richard Pryce – kontrabas |

## Ljestvice
| Ljestvica                                    | Najviša pozicija |
| -------------------------------------------- | ---------------- |
| Austrija (Ö3 Austria)                        | 2.               |
| Belgija (Flandrija)                          | 12.              |
| Belgija (Valonija)                           | 17.              |
| Češka (ČNS IFPI)                             | 78.              |
| Finska (Suomen virallinen lista)             | 1.               |
| Francuska (SNEP)                             | 15.              |
| Italija (FIMI)                               | 47.              |
| Japan (Oricon)                               | 50.              |
| Japan (Japanese Hot Albums)                  | 59.              |
| Mađarska (fizička izdanja)                   | 22.              |
| Nizozemska (Album Top 100)                   | 4.               |
| Njemačka (Offizielle Top 100)                | 2.               |
| Poljska (ZPAV)                               | 10.              |
| Portugal (AFP)                               | 15.              |
| Škotska (OCC)                                | 6.               |
| Španjolska (PROMUSICAE)                      | 36.              |
| Švedska (Sverigetopplistan)                  | 6.               |
| Švicarska (Schweizer Hitparade)              | 2.               |
| Ujedinjeno Kraljevstvo (OCC)                 | 20.              |
| Ujedinjeno Kraljevstvo (Independent Albums)  | 3.               |
| Ujedinjeno Kraljevstvo (Rock & Metal Albums) | 1.               |